# 彼得·秀爾
彼得·威利斯顿·秀爾（英語：Peter Williston Shor，1959年8月14日—），出生於美國紐約市，美國計算機科學家，目前為美國麻省理工學院的應用數學系教授，提出了在量子電腦應用上的「秀爾演算法」（又稱量子質因數分解演算法），因其證明量子電腦能做出對數運算，而且速度遠勝傳統電腦，對於現在通行於銀行及網路等處的RSA加密演算法可以破解而構成威脅。

## 生平事蹟
在他求學生涯結束後, 他花了一年的時間在柏克萊加州大學當博士後研究員（post-doctoral），隨後則去了貝爾實驗室當研究員，這裡也是他提出量子質因數分解演算法的地方，1998年他獲得了奈望林纳奖。

## 外部連結
- ◇ 破解 RSA 演算法的原由 ---- 有關量子電腦的說明(繁體)
- 彼得·秀爾在英文維基百科的資料 （页面存档备份，存于）(英文)
- Peter Shor在麻省理工學院的個人簡介 （页面存档备份，存于）.(英文)
- DBLP: Peter W. Shor （页面存档备份，存于）.(英文)
- Quantum Computing Expert Peter Shor Receives Carnegie Mellon's 1998 Dickson Prize in Science.(英文)